# Вільгельм Пфеффер
Вільгельм Пфеффер (нім. Wilhelm Friedrich Philipp Pfeffer, 9 березня 1845 Гребенштайн — 31 січня 1920, Лейпциг) — німецький хімік, ботанік, займався фізіологією рослин.

## Біографія
Вільгельм Пфеффер народився в родині аптекаря. Під впливом батька він з раннього дитинства цікавився природничими науками і ботанікою. Навчався в гімназії, був учнем аптекаря, у 18 років став помічником аптекаря.
В 1863 році він вступив у Геттінгенський університет, де вивчав хімію і фармацевтику. Його викладачами були відомі хіміки Фрідріх Велер, Вільгельм Рудольф Фіттіг та фізик Вільгельм Едуард Вебер. Після отримання у 1865 році вченого звання, продовжував вивчення фармацевтики у Марбурзькому університеті. У 20 років отримав вчений ступінь доктора філософії.
В 1871 році, як приват-доцент, почав викладання лекцій у Марбурзі. Був професором ботаніки у Бонні (з 1873 року), Базелі (недовго) та Тюбінгені (з 1878 року). З 1887 року очолював кафедру в Лейпцигу.
Перші наукові дослідження Пфеффера були присвячені географії та ембріології рослин. У 1868 році була опублікована «Bryologische Reisebilder aus dem Adula», у 1869 — «Bryogeographische Studien aus den Betischen Alpen» та «Zu Blüthenentwickelung der Primulaceen und Ampelideen». Але незабаром, під впливом відомого Сакса, у котрого він працював у Вюрцбурзі, Пфеффер перейшов на фізіологічні питання і з тих пір працював виключно в цій галузі.
Багато важливих результатів Пфеффер отримав досліджуючи подразливість та рух рослин: «Ueber das Oeffnen und Schliessen der Blüthen» (1872), «Die periodischen Bewegungen der Blattorgane» (1875), «Zur Kenntniss der Contactreize» та ін. Особливими були його дослідження над рухом нижчих організмів: «Locomotorische Richtungsbewegungen durch chemische Reize», а також ряд робіт, що зроблені під його керівництвом його учнями. Разом з дослідженнями Дарвіна ці роботи є основними в даному питанні.
Під час свого перебування у Лейпцигу, Пфеффер опублікував статтю про використання фотографії для вивчення росту рослин. Він працював над тим, щоб розширити хронофотографічні експерименти, які проводив Етьєн-Жюль Маре (1830—1904), створюючи короткометражний фільм про етапи росту рослин. Цей «фільм» був знято протягом тижня через регулярні проміжки часу. Згодом, уповільнена кінозйомка стане звичайним явищем для дослідження процесів, що повільно протікають.
Величезна заслуга належить Пфефферу у вивченні обміну речовин (у вузькому змісті слова) та перетворенні енергії в рослинах.

## Наукові праці
- «Bryologische Reisebilder aus dem Adula» 1868
- «Bryogeographische Studien aus den Betischen Alpen» 1869
- «Zu Blüthenentwickelung der Primulaceen und Ampelideen» 1869
- «Ueber das Oeffnen und Schliessen der Blüthen» 1872
- «Physiologische Untersuchungen» 1873
- «Die periodischen Bewegungen der Blattorgane» 1875
- «Zur Kenntniss der Contactreize»
- «Osmotische Untersuchungen» Erstaufl. 1877
- «Pflanzenphysiologie: Ein Handbuch der Lehre vom Stoffwechsel in der Pflanze» Leipzig: Engelmann 1881
- «Beiträge zur Kenntnis der Oxydationsvorgänge in lebenden Zellen» 1889
- «Über Aufnahme und Ausgabe ungelöster Körper» 1890
- «Zur Kenntniss der Plasmahaut und der Vacuolen etc.» 1890
- «Studien zur Energetik der Pflanzen» 1892
- «Druck und Arbeitsleistung durch wachsende Pflanze» 1893
- «Untersuchungen über die Entstehung der Schlafbewegungen der Blattorgane» 1907
- «Der Einfluss von mechanischer Hemmung und von Belastung auf die Schlafbewegung» Leipzig: Teubner, 1911
- «Beiträge zur Kenntniss der Entstehung der Schlafbewegungen» Leipzig: Teubner, 1915